# San Donnino (Carpineti)
San Donnino di Marola è una frazione del comune di Carpineti, in provincia di Reggio Emilia e sull'Appennino reggiano.
La località fa parte del bacino del Tresinaro, ed ha un carattere prevalentemente rurale. Vi sono alcune interessanti case a torre, tipica architettura appenninica, e una chiesa parrocchiale in posizione isolata, vicino al torrente Tresinaro.

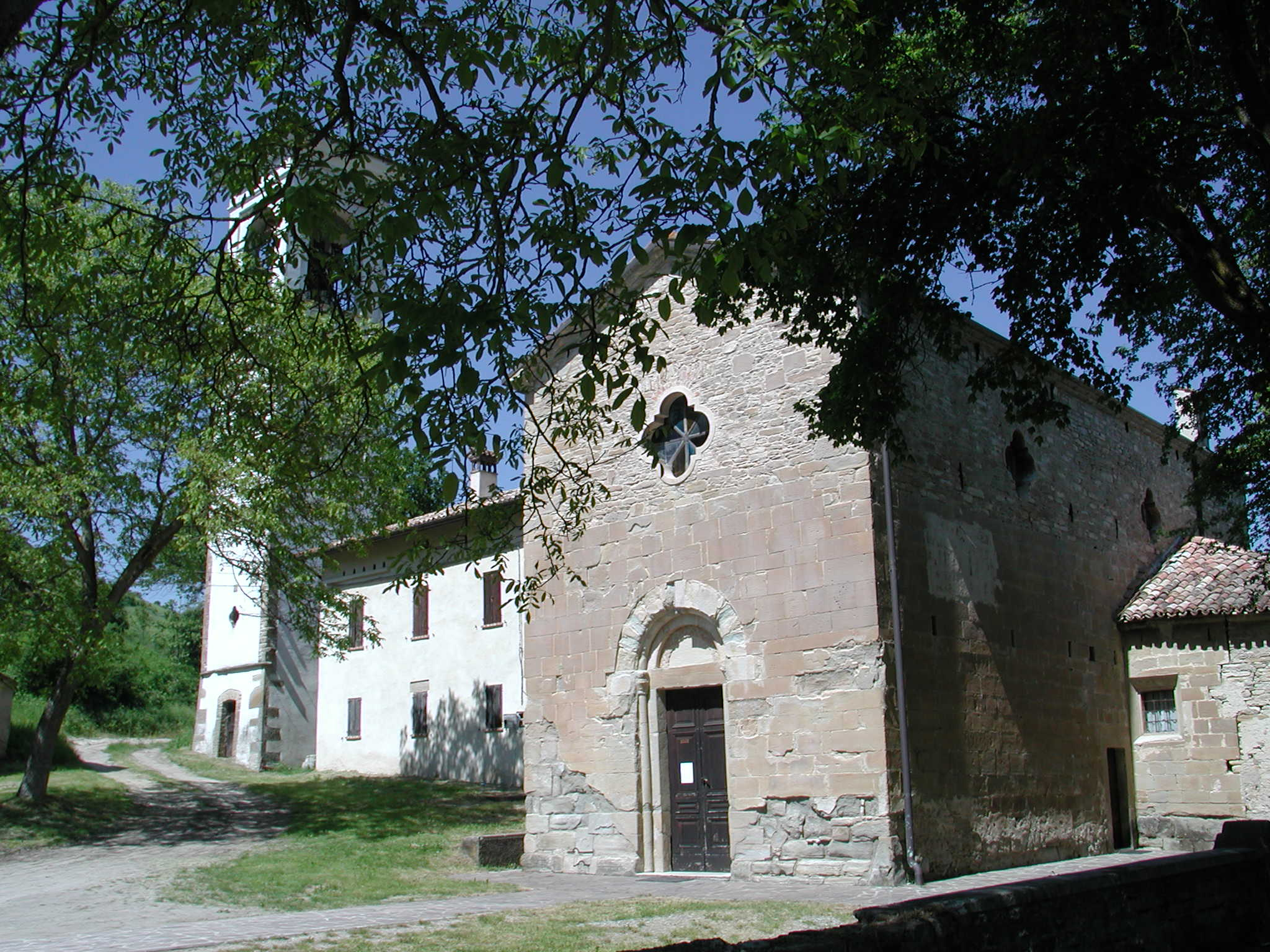
La chiesa di San Donnino

Viene così descritta da Lodovico Ricci nel 1738:
San Donino di Marola, Marchesato, Giurisdizione e Comune sotto il Ducato, la Diocesi e l'Archivio di Reggio. Ha per confine le giurisdizioni a levante di Pantano, mezzogiorno di Busanella, e delle Carpineti, ponente la  Giurisdizione di Sarzano, e lo Stato di Parma, settentrione la Giurisdizione di Pantano. Ha la propria adunanza di Reggenti, e un giusdicente con il titolo di  Podestà. Ha una Parrocchiale col titolare di San Donino, figliale della Pieve di  Carpineti. Il pretorio è in San Donino di Marola. È intersecato dalla Strada della Lunigiana. È feudo della Casa Fontanelli di Modena. È posto nel monte, ed è distante da Reggio 17 miglia, da Modena 27. Ha una popolazione di 436 abitanti.

## Monumenti e luoghi d'interesse
- Chiesa di San Donnino di Tresinara